# Вудленд (округ Арустук, Мен)
Вудленд (англ. Woodland) — місто (англ. town) в США, в окрузі Арустук штату Мен. Населення — 1217 осіб (2020).

## Демографія
Згідно з переписом 2010 року, у місті мешкало 1213 осіб у 508 домогосподарствах у складі 360 родин. Було 586 помешкань
Расовий склад населення:
| - 97,6 % — білих - 0,6 % — корінних американців - 0,3 % — чорних або афроамериканців |

До двох чи більше рас належало 1,5 %. Частка іспаномовних становила 0,7 % від усіх жителів.
За віковим діапазоном населення розподілялося таким чином: 19,7 % — особи молодші 18 років, 64,8 % — особи у віці 18—64 років, 15,5 % — особи у віці 65 років та старші. Медіана віку мешканця становила 46,1 року. На 100 осіб жіночої статі у місті припадало 101,8 чоловіків;  на 100 жінок у віці від 18 років та старших — 105,9 чоловіків також старших 18 років.
Середній дохід на одне домашнє господарство  становив 48 730 доларів США (медіана — 40 278), а середній дохід на одну сім'ю — 57 312 долари (медіана — 48 333). Медіана доходів становила 41 087 доларів для чоловіків та 37 273 долари для жінок. За межею бідності перебувало 13,3 % осіб, у тому числі 36,3 % дітей у віці до 18 років та 6,9 % осіб у віці 65 років та старших.
Цивільне працевлаштоване населення становило 466 осіб. Основні галузі зайнятості: освіта, охорона здоров'я та соціальна допомога — 30,7 %, будівництво — 13,7 %, публічна адміністрація — 12,9 %.